# タジキスタン航空
タジキスタン航空（タジク語: Тоҷикӣ Эйр、ロシア語: Таджик Эйр、英語: Tajik Air）はタジキスタンのドゥシャンベを拠点としている同国の国営航空会社。もともと英文名称は「Tajikistan Airlines」だったが、現在は「Tajik Air」を使用している。2019年1月11日運航を停止したが、同年7月に運行を再開した。

## 概要
ドゥシャンベ空港を中心に、国内線や近距離の国際線を運行する。

## 就航地
- ロシア
  - ソチ、スルグト、イルクーツク、エカテリンブルク、モスクワ（ドモジェドヴォ）、ノヴォシビルスク、サンクトペテルブルク、サマーラ
- カザフスタン
  - アルマトイ
- キルギス
  - ビシュケク
- アラブ首長国連邦
  - シャールジャ
- イラン
  - テヘラン
- トルコ
  - イスタンブール
- 中国
  - ウルムチ

## 保有機材
2022年5月現在
- アントノフAn-28型機 2機
- ボーイング757-200型機 1機
- ミル Mi-8型機 1機